# Diego Fortuna
Diego Fortuna (ur. 14 lutego 1968 w Vicenzy) – włoski lekkoatleta, dyskobol.
Na Igrzyskach Olimpijskich w Atlancie w 1996 uplasował się na 19. pozycji w kwalifikacjach i nie awansował do finału. W Sydney w 2000 również nie dostał się do finału, zajmując 14. miejsce w kwalifikacjach. Czterokrotnie startował na mistrzostwach świata (Göteborg 1995, Ateny 1997, Sewilla 1999, Paryż 2003), jednak ani razu nie zakwalifikował się do finału. Jego największym sukcesem na mistrzostwach Europy było piąte miejsce (Budapeszt 1998), w pozostałych dwóch startach na tym turnieju (Helsinki 1994 i Monachium 2002) nie awansował do finału. 
Zdobył dwa medale igrzysk śródziemnomorskich – srebrny (Bari 1997) i złoty (Tunis 2001). Do jego osiągnięć należy również brązowy medal uniwersjady (Fukuoka 1995). Ma w swoim dorobku także złotym medal światowych wojskowych igrzysk sportowych (Katania 2003). Ośmiokrotnie był mistrzem Włoch na otwartym stadionie (1994, 1995, 1997, 1998, 1999, 2000, 2001, 2004) i sześciokrotnie w hali (1995, 1998, 1999, 2000, 2003, 2008). 
Swój rekord życiowy (64,69 m) ustanowił 24 czerwca 2000 w Rawennie.